# Nazionale maschile di calcio della Nuova Zelanda
La nazionale di calcio della Nuova Zelanda è la rappresentativa calcistica maggiore della Nuova Zelanda ed è posta sotto l'egida della locale federazione nota come New Zealand Football.
Gli All Whites sono la nazionale oceaniana più titolata, potendo vantare 6 titoli continentali (1973, 1998, 2002, 2008, 2016 e 2024). Si sono qualificati per due volte alla fase finale di un campionato mondiale, nel 1982 e nel 2010, non riuscendo mai, però, a vincere un incontro. Vantano anche quattro partecipazioni alla Confederations Cup, dove sono sempre stati eliminati al primo turno.
La tradizionale divisa bianca, che dà il soprannome alla selezione, prende spunto da quella inglese ed è in contrasto con quella totalmente nera della nazionale di rugby (gli All Blacks), essendo il nero inutilizzabile nel calcio perché in passato riservato agli arbitri.
Nella classifica mondiale della FIFA, istituita nell'agosto 1993, la Nuova Zelanda vanta quale miglior piazzamento il 49º posto dell'agosto 2002, mentre il peggiore piazzamento è il 133º posto toccato nell'aprile e nel maggio 2018. La Nuova Zelanda occupa, ad aprile 2025, l'86ª posizione della graduatoria.

## Storia

### Debutto e primo sessantennio (1904-1969)
La nazionale neozelandese debutta il 23 luglio 1904 con una sconfitta al Caledonian Ground di Dunedin di fronte a circa 400 spettatori contro la selezione del Nuovo Galles del Sud, all'epoca in tour in Nuova Zelanda. Sette giorni dopo le due formazioni si affrontano all'Athletic Park di Wellington e pareggiano per 3-3.
Il 10 giugno 1905 la squadra gioca contro una rappresentativa di Wellington, prima di partire per un tour in Australia, durante il quale gioca contro undici rappresentative locali, tra cui il Nuovo Galles del Sud, con cui disputa vari test match (uno vinto, uno pareggiato, uno perso).
La nazionale neozelandese torna in campo solo nel 1922, anno in cui gioca tre partite contro l'Australia.
Il 17 giugno disputò il suo primo full international vincendo 3-1 a Carisbrook (Dunedin) di fronte a circa 10 000 spettatori; successivamente giunse un pareggio 1-1 all'Athletic Park di Wellington e un'altra vittoria per 3-1 al Domain di Auckland.
Nel maggio 1923 i neozelandesi si recano in Australia per un tour di tre mesi, nel corso del quale disputano sedici incontri, di cui tre contro l'Australia. La squadra vince il trofeo The Ashes, competizione contesa tra le due nazionali fino alla seconda guerra mondiale, e si impone due volte sugli australiani, uscendone una volta sconfitta.
Dopo alcune partite con una selezione universitaria cinese nel 1924 e il mancato arrivo del Sudafrica in Nuova Zelanda nel 1926, è il Canada la seconda nazionale affrontata dai neozelandesi, nel 1927. In quattro partite la Nuova Zelanda ottiene una vittoria, due pareggi e due sconfitte contro i canadesi.
Bisogna attendere il 1933 per vedere nuovi incontri internazionali. La squadra neozelandese si reca in Australia per affrontare, l'11 maggio, la nazionale di casa. dei tredici incontri disputati in Australia, ne gioca tre contro la squadra di casa. Contrariamente a quanto avvenuto nel 1923, impreparati dal punto di vista fisico, fanno registrare tre sconfitte: 2-4 il 5 giugno, 4-6 il 17 giugno, 2-4 il 24 giugno. Nel 1934 gli australiani si recano in Nuova Zelanda e mantengono il titolo nel torneo The Ashes, imponendosi in tutti e tre i match contro i neozelandesi.
L'11 luglio 1936, a Wellington, l'Australia sconfigge la Nuova Zelanda per 10-0. Nel 1937 è l'Inghilterra amatoriale la prima nazionale europea a recarsi in Oceania. La formazione inglese disputa dieci match in Nuova Zelanda, di cui tre contro la squadra di casa, vincendo facilmente tutti e tre gli incontri e infliggendo ai padroni di casa la loro più larga sconfitta di sempre, un 12-0, il 12 luglio 1937.
Con lo scoppio della seconda guerra mondiale i match internazionali sono sospesi. Non riprenderanno prima del 1947, quando il Sudafrica si recherà in Nuova Zelanda per un tour. I kiwi saranno sconfitti in quattro occasioni dagli africani. Nel 1948 la federcalcio neozelandese aderisce alla FIFA. Dopo altre quattro sconfitte contro l'Australia nel 1948, la Nuova Zelanda si reca per la prima volta in Melanesia nel 1951. Affronta Nuova Caledonia, Nuove Ebridi e Figi.
Nel 1957 affronta la prima squadra europea, l'Austria Vienna. Tra marzo e aprile 1964 la Nuova Zelanda è in tour in Asia, in Europa e negli Stati Uniti, dove affronta vari club e selezioni locali.
Nel 1966 la federcalcio australiana è membro fondatore della OFC. Nel 1967 la Nuova Zelanda disputa un match di prestigio contro il Manchester Utd, all'epoca campione d'Inghilterra in carica, che prevale per 11-0, peggiore sconfitta per i neozelandesi dopo il 1937.

### Primi tentativi di qualificazione alla coppa del mondo (1969-1982)
La Nuova Zelanda si iscrive per la prima volta alle qualificazioni mondiali in vista di Messico 1970. Nel gruppo 2 della zona AFC-OFC affronta Israele, allenato dall'inglese Barrie Truman, e perde con il risultato complessivo di 6-0 in due partite.
Nel 1973 la Nuova Zelanda organizza la prima Coppa delle nazioni oceaniane, che vince battendo in finale Tahiti per 2-0.
Nel girone D della zona AFC-OFC di qualificazione al campionato del mondo 1974 se la vede con Australia, India e Iraq e termina ultima nel girone, con tre pareggi e tre sconfitte in sei partite.
Nel 1975 la compagine neozelandese si reca in Cina, poi disputa la Coppa del Presidente Park, torneo amichevole organizzato in Corea del Sud. Nel 1977, nel turno preliminare di qualificazione al campionato del mondo 1978, batte due volte Taipei cinese (6-0 il risultato complessivo), ma viene poi eliminata dall'Australia nel turno successivo.
Nel 1979 assume la guida della nazionale l'allenatore inglese John Adshead. Sotto la sua gestione la Nuova Zelanda disputa la seconda edizione della Coppa delle nazioni oceaniane nel 1980, dove è eliminata al primo turno, dopo due sconfitte contro Tahiti e Figi. Ad agosto, durante una partita amichevole contro il Messico, John Adshead fa debuttare Ricki Herbert, Keith Mackay, Grant Turner, Steve Wooddin e John Hill. La squadra si rende autrice di una delle prestazioni migliori della propria storia, imponendosi per 4-0.
La Nuova Zelanda fa il proprio debutto nelle eliminatorie del campionato del mondo 1982 in occasione dell'ANZAC Day, il 25 aprile 1981 contro l'Australia, la favorita per la vittoria del girone del primo turno. Le due formazioni pareggiano per 3-3. Negli incontri successivi i neozelandesi ottengono due vittorie contro Figi e Indonesia, inframmezzate dal pareggio a reti inviolate contro Taipei Cinese. Nel match di ritorno contro gli australiani, il 16 maggio 1981 a Sydney, i neozelandesi vincono poi sorprendentemente in trasferta per 2-0, infliggendo ai rivali la loro prima sconfitta interna in match ufficiali dopo 35 partite. Dopo le nuove vittorie contro Indonesia e Taipei Cinese, il 16 agosto 1981 la Nuova Zelanda consegue la più larga vittoria della propria storia, battendo per 13-0 le Figi ad Auckland, con sei gol del capitano Steve Sumner. È la vittoria più larga mai conseguita da una nazionale nella storia delle qualificazioni alla coppa del mondo, dopo il 12-0 della Germania Ovest contro Cipro nel 1969.
Gli All Whites, soprannome dato dalla stampa alla squadra per via delle divise completamente bianche mostrate durante le qualificazioni, si qualificano dunque per il secondo turno delle qualificazioni AFC-OFC a Spagna 1982 grazie al primo posto nel girone. Inseriti in un girone con Kuwait, Cina e Arabia Saudita, i neozelandesi esordiscono con un pareggio a reti bianche in terra cinese, la nona partita consecutiva senza gol subiti dal portiere Richard Wilson, per un totale di 921 minuti di imbattibilità, un record per la coppa del mondo. Dopo la vittoria interna contro la Cina (1-0) e la sconfitta interna contro il Kuwait (1-2), arrivano due pareggi per 2-2 in casa contro l'Arabia Saudita e in trasferta contro il Kuwait. I neozelandesi arrivano dunque all'ultima giornata al terzo posto in classifica, a due punti dai cinesi secondi, e con una differenza reti di -5 rispetto ai cinesi. Il 19 dicembre 1981 a Riad contro i sauditi vincono per 5-0, con due gol dell'unico calciatore professionista nelle file dei neozelandesi, Wynton Rufer. Grazie all'impresa la Nuova Zelanda raggiunge in classifica la Cina al secondo posto e ottiene il diritto a disputare lo spareggio per l'accesso alla coppa del mondo, da tenersi in campo neutro. Il 27 dicembre 1981 a Singapore la Nuova Zelanda vince per 2-1 contro i cinesi di fronte a 60.000 spettatori e si qualifica pertanto per la prima volta nella sua storia per la fase finale della coppa del mondo.
Inserita in un gruppo difficile, contro la Scozia la Nuova Zelanda riesce a rimontare parzialmente lo svantaggio di 3-0 del primo tempo realizzando due gol nella ripresa con Steve Sumner e Steve Wooddin, ma la partita termina poi 5-2 per gli scozzesi. Nelle successive due partite gli All Whites rimediano due sconfitte contro Unione Sovietica (3-0) e Brasile (4-0), concludendo il girone all'ultima posizione.

### Successi continentali (1983-2008)

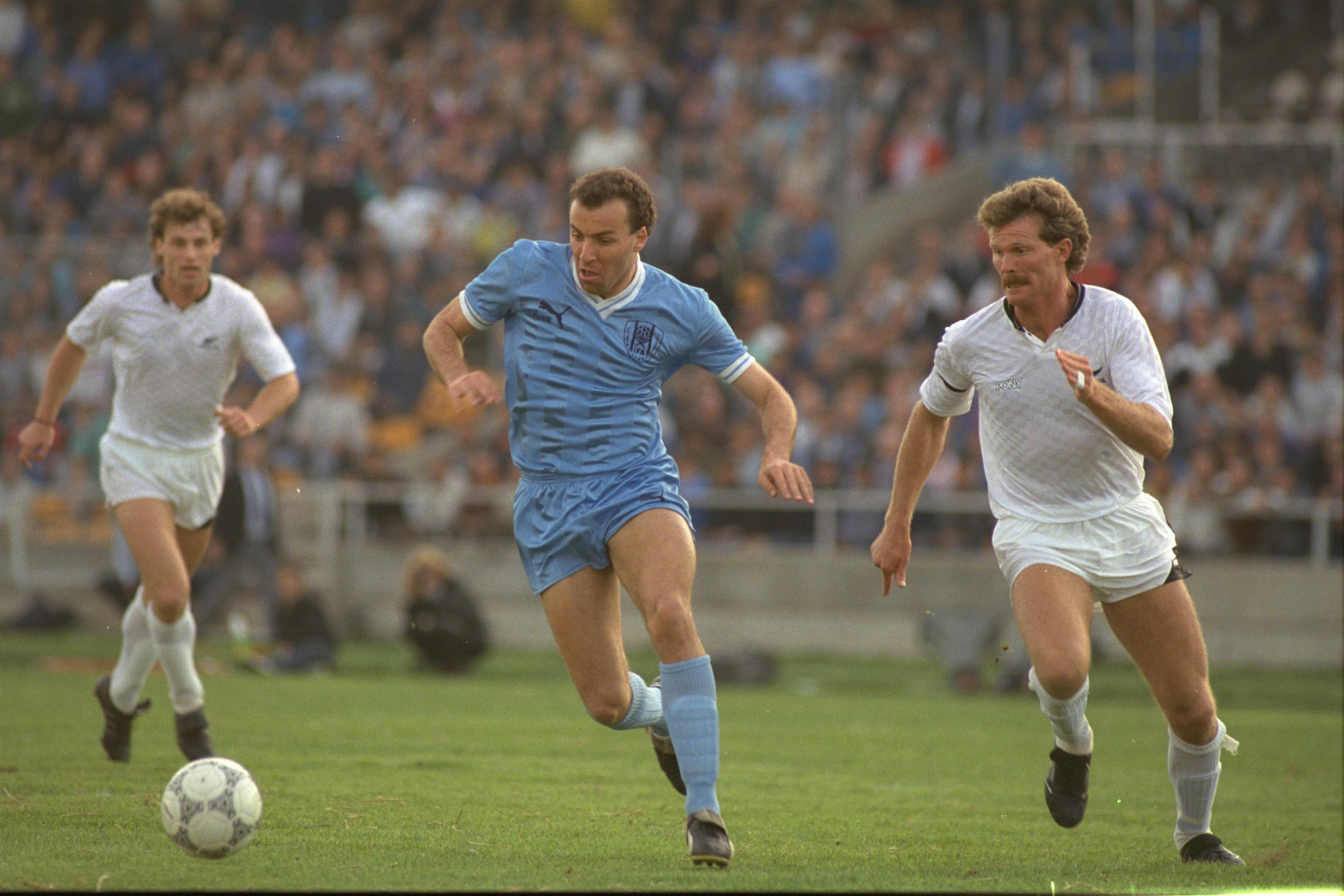
L'attaccante israeliano Ronny Rosenthal circondato dagli avversari in Israele-Nuova Zelanda del 5 marzo 1989

Nelle eliminatorie successive, quelle per Messico 1986, l'exploit della Nuova Zelanda non trova conferma. La squadra si piazza terza nel suo gruppo dietro Australia e Israele, come accade anche nelle qualificazioni a Italia 1990. Nelle qualificazioni al campionato del mondo 1994 la Nuova Zelanda vince il proprio girone preliminare composto da tre squadre, ma è eliminata nel turno finale dall'Australia, che prevale per 1-0 a Auckland e per 3-0 a Melbourne. Malgrado gli insuccessi nelle qualificazioni mondiali, la Nuova Zelanda raggiunge la semifinale nella Coppa delle nazioni oceaniane 1996, prima di essere eliminata nuovamente dall'Australia, e nuovamente nel turno finale (3-0 ad Auckland e 2-0 a Sydney), nelle qualificazioni a Francia 1998
Nel 1998 la Nuova Zelanda allenata dall'inglese Ken Dugdale vince per la seconda volta la Coppa d'Oceania. Vinto il girone A, i neozelandesi battono in semifinale le Figi per 1-0 e in finale l'Australia, ancora per 1-0 grazie ad un gol di Mark Burton. La squadra si qualifica così per la Confederations Cup 1999, dove termina il percorso nella prima fase, ultima nel proprio girone dopo tre sconfitte, contro Stati Uniti (1-2), Germania (0-2) e Brasile (0-2), e un solo gol realizzato, dal capitano Chris Zoricich.
Nella Coppa delle nazioni oceaniane 2000 la Nuova Zelanda è finalista dopo essersi imposta in semifinale contro le Isole Salomone per 2-0, con doppietta di Simon Elliott. La finale contro l'Australia termina per 2-0 in favore degli australiani.
Impegnata nelle qualificazioni al campionato del mondo 2002, la Nuova Zelanda vince il proprio girone di prima fase con quattro vittorie in altrettanti incontri, ma si inchina nuovamente all'Australia, che nel turno finale vince per 2-0 a Wellington e per 4-1 a Sydney.
Ken Dugdale lascia il posto a Mick Waitt, che guida la squadra nella Coppa delle nazioni oceaniane 2002, disputata in casa. La Nuova Zelanda termina prima nel proprio gruppo, in semifinale ha la meglio su Vanuatu con il risultato di 3-0 e in finale si prende la propria rivincita sull'Australia, battendola per 1-0 con un gol di Ryan Nelsen al 78º minuto di gioco. Il terzo successo nel massimo torneo continentale vale alla Nuova Zelanda il 47º posto nella classifica mondiale della FIFA dell'agosto 2002, il più alto piazzamento nella storia della Nuova Zelanda nella graduatoria.
Qualificatasi per la Confederations Cup 2003, perde tutte e tre le partite del girone, contro Giappone, Colombia e Francia. Incassa in totale 11 gol e ne segna solo uno, con Raffaele de Gregorio alla Colombia. Il 12 ottobre 2003, in formazione sperimentale, è sconfitta dall'Iran a Teheran nella partita che assegna la AFC-OFC Challenge Cup.
Nella Coppa delle nazioni oceaniane 2004 la Nuova Zelanda delude, piazzandosi terza nel girone preliminare e lasciando così ad Australia e Isole Salomone, prima e seconda classificata, il diritto di accedere alla finale. I neozelandesi vincono tre partite e ne perdono due, una contro l'Australia (0-1) e una, decisiva, contro il modesto Vanuatu (2-4), che conclude il girone all'ultimo posto. Il raggruppamento vale anche come girone di qualificazione per determinare le due squadre che, affrontandosi, avrebbero determinato la compagine qualificata allo spareggio CONMEBOL-OFC per l'accesso al campionato del mondo 2006. La Nuova Zelanda, a causa della clamorosa sconfitta contro Vanuatu, resta dunque esclusa già in questa fase dalla rassegna iridata.
A Mick Waitt succede Ricki Herbert, che debutta nell'unico incontro disputato nel 2005, quello contro l'Australia. Nel 2006 la Nuova Zelanda gioca una serie di amichevoli in Europa e vince per 3-1 contro la Georgia, conseguendo la prima vittoria in Europa. Malgrado questo successo, la mancanza di partite di livello si fa sentire e la Nuova Zelanda precipita al 116º posto nella classifica mondiale della FIFA, fino a crollare al 156º posto nel settembre 2007.
Ammessa di diritto alla Coppa delle nazioni oceaniane 2008, la nazionale neozelandese domina il torneo vincendo le prime 5 partite segnando 14 gol (8 del capocannoniere Smeltz) e subendone solo 2. Certi del primo posto nel girone unico dalla quarta partita, i kiwi sono battuti per 2-0 dalle Figi nel sesto ed ultimo match in programma.

### La qualificazione al mondiale 2010
La vittoria della coppa permette ai neozelandesi di giocarsi un posto a Sudafrica 2010 nello spareggio interzona AFC-OFC contro il Bahrein. Dopo il pareggio a reti inviolate a Riffa, il 14 novembre 2009 la Nuova Zelanda riesce a qualificarsi per la fase finale della coppa del mondo 2010 battendo nel ritorno gli asiatici con il punteggio di 1-0 grazie ad un gol realizzato dall'attaccante del Plymouth Argyle Rory Fallon.
L'esperienza neozelandese ai mondiali sudafricani è la seconda, dopo la precedente di Spagna 1982 (3 sconfitte su 3 partite, 2 reti fatte e 12 subite). Il 15 giugno 2010, nella partita d'esordio a Rustenburg contro la Slovacchia, gli All Whites scrivono la storia, conquistando il primo punto nella fase finale di un campionato mondiale. La partita termina infatti 1-1, grazie al pareggio raggiunto dai neozelandesi al 93º minuto di gioco con Winston Reid. Il 20 giugno 2010, nella seconda gara del girone eliminatorio, i neozelandesi compiono l'impresa di fermare sull'1-1 (rete del vantaggio di Smeltz) l'Italia, campione del mondo in carica, restando quindi in corsa per il passaggio del turno. Nell'ultima partita un pareggio per 0-0 col Paraguay elimina i neozelandesi dal mondiale, ma con grande onore. Gli oceaniani chiudono infatti al terzo posto e alla fine della manifestazione iridata quella neozelandese risulterà l'unica nazionale del mondiale ad aver concluso il torneo senza sconfitte.

### Insuccessi e ritorno sulla vetta continentale (2012-oggi)
Nel giugno 2012 la nazionale neozelandese, qualificata d'ufficio, prende parte alla fase finale della nona edizione della Coppa d'Oceania, disputatasi nelle Isole Salomone. Alla vigilia del torneo, anche dopo quanto fatto di buono al mondiale sudafricano, la Nuova Zelanda è sicuramente considerata la candidata numero uno per la vittoria finale. Nella fase a gironi vince le prime due partite contro Figi e Papua Nuova Guinea, poi pareggia la terza contro le Isole Salomone. Si qualifica così per le semifinali, dove affronta la Nuova Caledonia, da cui viene sorprendentemente sconfitta per 0-2. Perde così la possibilità di affermarsi vincendo la coppa, ma accede (in quanto prima classificata di uno dei due gironi) alla successiva fase di qualificazione a Brasile 2014. Disputa e vince la finale per il terzo posto contro i padroni di casa delle Isole Salomone.
Qualificatasi per lo spareggio interzona per l'accesso a Brasile 2014, nel novembre 2013 la Nuova Zelanda manca la qualificazione al mondiale brasiliano perdendo nettamente il doppio confronto contro il Messico (5-1 in trasferta e 2-4 in casa).
Nel 2016 vince per la quinta volta la Coppa d'Oceania, battendo in finale a Port Moresby la Papua Nuova Guinea per 4-2 dopo i tiri di rigore (0-0 dopo i tempi supplementari). Grazie a questo successo si qualifica per la FIFA Confederations Cup 2017 in Russia, dove esce al termine della fase a gironi, dopo tre sconfitte in tre partite contro Russia (2-0), Messico (2-1) e Portogallo (4-0).
Nel settembre 2017, pareggiando per 2-2 sul campo delle Isole Salomone dopo averle battute per 6-1 in casa, la Nuova Zelanda si qualifica per lo spareggio interzona contro il Perù che mette in palio un posto per Russia 2018. Dopo il pareggio per 0-0 in casa, viene sconfitta per 2-0 in Perù, mancando quindi la qualificazione.
Nel marzo 2022 batte Tahiti per 1-0 e le Isole Salomone per 5-0, qualificandosi allo spareggio interzona per l'accesso a Qatar 2022, ma manca la qualificazione al mondiale perdendo contro la Costa Rica per 1-0.
Vince la sesta Coppa delle nazioni oceaniane nel 2024 dopo aver battuto 3-0 il Vanuatu in finale.
Con l'allargamento delle partencipanti al Mondiale 2026, la Nuova Zelanda si assicura il posto garantito per le nazionali oceaniche alla medesima competizione dopo aver sconfitto 3-0 nella finale unica la Nazionale della Nuova Caledonia.

## Partecipazioni ai tornei internazionali

### Mondiali
| Anno | Luogo                          | Piazzamento     | V | N | P | Gol  |
| ---- | ------------------------------ | --------------- | - | - | - | ---- |
| 1930 | Uruguay                        | Non iscritta    | - | - | - | -    |
| 1934 | Italia                         | Non iscritta    | - | - | - | -    |
| 1938 | Francia                        | Non iscritta    | - | - | - | -    |
| 1950 | Brasile                        | Non iscritta    | - | - | - | -    |
| 1954 | Svizzera                       | Non iscritta    | - | - | - | -    |
| 1958 | Svezia                         | Non iscritta    | - | - | - | -    |
| 1962 | Cile                           | Non iscritta    | - | - | - | -    |
| 1966 | Inghilterra                    | Non iscritta    | - | - | - | -    |
| 1970 | Messico                        | Non qualificata | - | - | - | -    |
| 1974 | Germania Ovest                 | Non qualificata | - | - | - | -    |
| 1978 | Argentina                      | Non qualificata | - | - | - | -    |
| 1982 | Spagna                         | Primo turno     | 0 | 0 | 3 | 2:12 |
| 1986 | Messico                        | Non qualificata | - | - | - | -    |
| 1990 | Italia                         | Non qualificata | - | - | - | -    |
| 1994 | Stati Uniti                    | Non qualificata | - | - | - | -    |
| 1998 | Francia                        | Non qualificata | - | - | - | -    |
| 2002 | Corea del Sud / Giappone       | Non qualificata | - | - | - | -    |
| 2006 | Germania                       | Non qualificata | - | - | - | -    |
| 2010 | Sudafrica                      | Primo turno     | 0 | 3 | 0 | 2:2  |
| 2014 | Brasile                        | Non qualificata | - | - | - | -    |
| 2018 | Russia                         | Non qualificata | - | - | - | -    |
| 2022 | Qatar                          | Non qualificata | - | - | - | -    |
| 2026 | Canada / Messico / Stati Uniti | Qualificata     |   |   |   |      |

In neretto i migliori risultati.

### Coppa delle nazioni oceaniane
| Anno | Luogo                  | Piazzamento   | V | N | P | Gol  |
| ---- | ---------------------- | ------------- | - | - | - | ---- |
| 1973 | Nuova Zelanda          | Campioni      | 4 | 1 | 0 | 13:4 |
| 1980 | Nuova Caledonia        | Primo turno   | 1 | 0 | 2 | 7:8  |
| 1996 | nessun Paese ospitante | Terzo posto   | 0 | 1 | 1 | 0:3  |
| 1998 | Australia              | Campioni      | 4 | 0 | 0 | 11:1 |
| 2000 | Polinesia francese     | Secondo posto | 3 | 0 | 1 | 6:3  |
| 2002 | Nuova Zelanda          | Campioni      | 5 | 0 | 0 | 23:2 |
| 2004 | Australia              | Terzo posto   | 3 | 0 | 2 | 17:5 |
| 2008 | nessun Paese ospitante | Campioni      | 5 | 0 | 1 | 14:5 |
| 2012 | Isole Salomone         | Terzo posto   | 3 | 1 | 1 | 8:7  |
| 2016 | Papua Nuova Guinea     | Campioni      | 4 | 1 | 0 | 10:1 |
| 2020 | Nuova Zelanda          | Non disputata |   |   |   |      |
| 2024 | Figi / Vanuatu         | Campioni      | 4 | 0 | 0 | 15:0 |

### Confederations Cup
| Anno | Luogo                    | Piazzamento     | V | N | P | Gol  |
| ---- | ------------------------ | --------------- | - | - | - | ---- |
| 1992 | Arabia Saudita           | Non qualificata | - | - | - | -    |
| 1995 | Arabia Saudita           | Non qualificata | - | - | - | -    |
| 1997 | Arabia Saudita           | Non qualificata | - | - | - | -    |
| 1999 | Messico                  | Primo turno     | 0 | 0 | 3 | 1:6  |
| 2001 | Corea del Sud / Giappone | Non qualificata | - | - | - | -    |
| 2003 | Francia                  | Primo turno     | 0 | 0 | 3 | 1:11 |
| 2005 | Germania                 | Non qualificata | - | - | - | -    |
| 2009 | Sudafrica                | Primo turno     | 0 | 1 | 2 | 0:7  |
| 2013 | Brasile                  | Non qualificata | - | - | - | -    |
| 2017 | Russia                   | Primo turno     | 0 | 0 | 3 | 1:8  |

## Palmarès
- Coppa d'Oceania: 6  (record)

1973, 1998, 2002, 2008, 2016, 2024

## Rosa attuale
Lista dei convocati per le partite della Coppa delle nazioni oceaniane 2024 contro Isole Salomone e Vanuatu del 18 e 21 giugno 2024.
|  | P | Oliver Sail       | 13 gennaio 1996   | 9  | 0 | Perth Glory        |  |  |
|  | P | Max Crocombe      | 12 agosto 1993    | 6  | 0 | Burton Albion      |  |  |
|  | P | Alex Paulsen      | 4 luglio 2002     | 0  | 0 | Bournemouth        |  |  |
|  |   |                   |                   |    |   |                    |  |  |
|  | D | Tommy Smith       | 31 marzo 1990     | 50 | 2 | Macarthur          |  |  |
|  | D | Tim Payne         | 10 gennaio 1994   | 33 | 2 | Wellington Phoenix |  |  |
|  | D | Liberato Cacace   | 27 settembre 2000 | 20 | 1 | Empoli             |  |  |
|  | D | Tyler Bindon      | 27 gennaio 2005   | 6  | 0 | Reading            |  |  |
|  | D | Lukas Kelly-Heald | 18 marzo 2005     | 0  | 0 | Wellington Phoenix |  |  |
|  | D | Sam Sutton        | 10 dicembre 2001  | 0  | 0 | Wellington Phoenix |  |  |
|  | D | Finn Surman       | 23 agosto 2003    | 0  | 0 | Wellington Phoenix |  |  |
|  |   |                   |                   |    |   |                    |  |  |
|  | C | Fin Conchie       | 10 agosto 2003    | 0  | 0 | Wellington Phoenix |  |  |
|  | C | Cameron Howieson  | 22 dicembre 1994  | 16 | 0 | Auckland City      |  |  |
|  | C | Ben Old           | 13 agosto 2002    | 3  | 0 | Wellington Phoenix |  |  |
|  | C | Alex Rufer        | 12 giugno 1996    | 8  | 0 | Wellington Phoenix |  |  |
|  | C | Elijah Just       | 1º maggio 2000    | 22 | 1 | Horsens            |  |  |
|  |   |                   |                   |    |   |                    |  |  |
|  | A | Kosta Barbarouses | 19 febbraio 1990  | 56 | 4 | Wellington Phoenix |  |  |
|  | A | Alex Greive       | 13 maggio 1999    | 11 | 2 | St. Mirren         |  |  |
|  | A | Ben Waine         | 11 giugno 2001    | 13 | 1 | Plymouth           |  |  |
|  | A | Max Mata          | 10 luglio 2000    | 10 | 0 | Auckland FC        |  |  |
|  | A | Jesse Randall     | 19 agosto 2002    | 0  | 0 | Wellington Olympic |  |  |
|  | A | Oskar van Hattum  | 14 aprile 2002    | 0  | 0 | Wellington Phoenix |  |  |

## Record individuali
In grassetto i giocatori ancora attivi in nazionale.
Dati aggiornati al 24 marzo 2025.

### Record di presenze
| Pos. | Nome              | Presenze | Reti | Periodo   |
| ---- | ----------------- | -------- | ---- | --------- |
| 1    | Ivan Vicelich     | 88       | 6    | 1995-2013 |
| 2    | Chris Wood        | 86       | 44   | 2009-     |
| 3    | Simon Elliott     | 69       | 6    | 1995-2011 |
| 4    | Kosta Barbarouses | 66       | 5    | 2008-     |
| 5    | Vaughan Coveny    | 64       | 29   | 1992-2006 |
| 6    | Ricki Herbert     | 61       | 7    | 1980-1989 |
| 7    | Chris Jackson     | 60       | 10   | 1992-2003 |
| 8    | Brian Turner      | 59       | 21   | 1967-1982 |
| 9    | Duncan Cole       | 58       | 4    | 1978-1988 |
| 9    | Steve Sumner      | 58       | 22   | 1976-1988 |

### Record di reti
| Pos. | Nome           | Reti | Presenze | Periodo   |
| ---- | -------------- | ---- | -------- | --------- |
| 1    | Chris Wood     | 44   | 86       | 2009-     |
| 2    | Vaughan Coveny | 29   | 64       | 1992-2006 |
| 3    | Shane Smeltz   | 24   | 57       | 2003-2017 |
| 4    | Steve Sumner   | 22   | 58       | 1976-1988 |
| 5    | Brian Turner   | 21   | 59       | 1967-1982 |
| 6    | Jock Newall    | 17   | 10       | 1951-1952 |
| 7    | Keith Nelson   | 16   | 20       | 1977-1983 |
| 8    | Chris Killen   | 16   | 48       | 2000-2013 |
| 9    | Grant Turner   | 15   | 42       | 1980-1988 |

## Tutte le rose

### Mondiali
Coppa del Mondo FIFA 19821 Wilson, 2 Dods, 3 Herbert, 4 Turner, 5 Bright, 6 Almond, 7 Rufer, 8 Cole, 9 Wooddin, 10 Sumner, 11 Malcolmson, 12 Mackay, 13 Cresswell, 14 Elrick, 15 Hill, 16 Adam, 17 Boath, 18 Simonsen, 19 McClure, 20 Turner, 21 Pickering, 22 van Hattum, CT: Adshead
Coppa del Mondo FIFA 20101 Paston, 2 Sigmund, 3 Lochhead, 4 Reid, 5 Vicelich, 6 Nelsen, 7 Elliott, 8 Brown, 9 Smeltz, 10 Killen, 11 Bertos, 12 Moss, 13 McGlinchey, 14 Fallon, 15 Brockie, 16 Barron, 17 Mulligan, 18 Boyens, 19 Smith, 20 Wood, 21 Christie, 22 Clapham, 23 Bannatyne, CT: Herbert

### Coppa d'Oceania
Coppa d'Oceania 19731 B. Armstrong, 2 R. Armstrong, 3 Bland, 4 Brand, 5 Curtin, 6 Ferguson, 7 Hardman, 8 Lake, 9 Latimour, 10 Marley, 11 Morris, 12 Sibley, 13 Staines, 14 Taylor, 15 Tillotson, 16 Tindall, 17 Turner, 18 Vest, CT: Truman
Coppa d'Oceania 1996P Batty, P Stroud, D Evans, D Gray, D Rennie, D Zoricich, C Edge, C Elliott, C Jackson, C Jacobs, C McGarry, C Ngata, A Coveny, A Elrick, A McClennan, CT: Pritchett
Coppa d'Oceania 19981 Atkinson, 2 Batty, 3 Bunce, 4 Burton, 5 Christie, 6 Coveny, 7 Douglas, 8 Hay, 9 Jackson, 10 Lines, 11 Ngata, 12 Nicholson, 13 Perry, 14 Ryan, 15 Urlovic, 16 Vicelich, 17 Wilkinson, 18 Zoricich, CT: Dugdale
Coppa d'Oceania 20001 Batty, 2 Nicholson, 3 Stick, 4 Smith, 5 Douglas, 6 Bunce, 7 Vicelich, 8 Zoricich, 9 Atkinson, 10 Elliott, 11 Jackson, 12 Wilkinson, 13 Perry, 15 Campbell, 16 Killen, 17 Bouckenooghe, 18 Ngata, 19 Urlovic, 20 de Gregorio, CT: Dugdale
Coppa d'Oceania 20021 Batty, 2 Oughton, 3 Jones, 4 Zoricich, 5 Perry, 6 de Gregorio, 7 Burton, 8 Lines, 9 Urlovic, 10 Jackson, 11 Killen, 12 Elliott, 13 Bouckenooghe, 14 Nelsen, 15 Vicelich, 16 Collins, 17 Campbell, 18 Smith, 19 Bannatyne, 20 Davis, CT: Waitt
Coppa d'Oceania 20041 Paston, 2 Oughton, 3 Mulligan, 4 Old, 5 Bunce, 6 Lochhead, 7 Vicelich, 8 Lines, 9 Hickey, 10 Brown, 11 Bertos, 12 Elliott, 13 Fisher, 14 Nelsen, 15 Wilson, 16 Coveny, 17 de Gregorio, 18 Smeltz, 19 Jones, 20 Boyens, 21 Puna, 22 Moss, 23 Williams, CT: Waitt
Coppa d'Oceania 2008P Bannatyne, P Paston, D Boyens, D Lochhead, D Oughton, D Pritchett, D Sigmund, C Bertos, C Brown, C Campbell, C Christie, C James, C Mulligan, C Vicelich, A Killen, A Smeltz, A Smith, CT: Herbert
Coppa d'Oceania 20121 Paston, 2 Myers, 3 Lochhead, 4 Sigmund, 5 Smith, 6 Hogg, 7 Bertos, 8 McGlinchey, 9 Smeltz, 10 Killen, 11 Rojas, 12 Moss, 13 Gleeson, 14 Fallon, 15 Vicelich, 16 Brockie, 17 Barbarouses, 18 Clapham, 19 Boxall, 20 Wood, 21 Howieson, 22 Payne, 23 McGeorge, CT: Herbert
Coppa d'Oceania 20161 Marinovic, 2 Colvey, 3 Ridenton, 4 Tzīmopoulos, 5 Boxall, 6 Tuiloma, 7 Barbarouses, 8 McGlinchey, 9 Wood, 10 Prelevic, 11 Rojas, 12 Crocombe, 13 Patterson, 14 Fallon, 15 Brockie, 16 Fenton, 17 Adams, 18 Brotherton, 19 Doyle, 20 Hudson-Wihongi, 21 Rogerson, 22 Dyer, 23 Williams, CT: Hudson
Coppa d'Oceania 20241 Crocombe, 2 Payne, 3 Kelly-Heald, 4 Bindon, 5 Surman, 6 Howieson, 7 Barbarouses, 8 Rufer, 9 Waine, 11 Just, 12 Paulsen, 13 Cacace, 14 Old, 15 Smith, 16 Sutton, 17 Greive, 18 van Hattum, 19 Randall, 20 Conchie, 21 Mata, 22 Sail, CT: Bazeley

### Confederations Cup
FIFA Confederations Cup 19991 Batty, 2 Zoricich, 3 Douglas, 4 Bunce, 5 Perry, 6 Wilkinson, 7 Burton, 8 Lines, 9 Urlovic, 10 Jackson, 11 Ngata, 12 Atkinson, 13 Bouckenooghe, 14 Nelsen, 15 Vicelich, 16 Coveny, 17 Elrick, 18 Smith, 19 Utting, 20 Nicholson, CT: Dugdale
FIFA Confederations Cup 20031 Batty, 2 Oughton, 3 Mulligan, 4 Zoricich, 5 Hay, 6 Wilkinson, 7 Vicelich, 8 Lines, 9 Burton, 10 Jackson, 11 Killen, 12 Elliott, 13 Bouckenooghe, 14 Nelsen, 15 Smeltz, 16 Coveny, 17 de Gregorio, 18 Smith, 19 Utting, 20 Davis, 21 Hickey, 22 Wilson, 23 Paston, CT: Waitt
FIFA Confederations Cup 20091 Paston, 2 Scott, 3 Lochhead, 4 Oughton, 5 Sigmund, 6 Vicelich, 7 Elliott, 8 Brown, 9 Smeltz, 10 Killen, 11 Bertos, 12 Moss, 13 Barron, 14 Christie, 15 Brockie, 16 James, 17 Mulligan, 18 Boyens, 19 Old, 20 Wood, 21 Bright, 22 Smith, 23 Bannatyne, CT: Herbert
FIFA Confederations Cup 20171 Marinovic, 2 Brotherton, 3 Wynne, 4 Tzīmopoulos, 5 Boxall, 6 Tuiloma, 7 Barbarouses, 8 McGlinchey, 9 Wood, 10 Smeltz, 11 Rojas, 12 Moss, 13 Patterson, 14 Thomas, 15 Lewis, 16 Ingham, 17 Doyle, 18 Colvey, 19 Rufer, 20 Smith, 21 Roux, 22 Durante, 23 Williams, CT: Hudson

### Giochi olimpici
NOTA: per le informazioni sulle rose successive al 1948 visionare la pagina della Nazionale olimpica.